# Guillaume Visser
Guillaume Visser (* 20. April 1880 in Antwerpen; † April 1952 in Gent) war ein belgischer Ruderer.

## Biografie
Guillaume Visser wurde zwischen 1903 und 1910 insgesamt 13-mal Europameister. Zudem gewann er fünfmal EM-Silber und einmal EM-Bronze. Des Weiteren ging er bei den Olympischen Sommerspielen 1912 in Stockholm zusammen mit Georges Van Den Bossche, Edmond Vanwaes, Georges Willems und Steuermann Léonard Nuytens in der Vierer-mit-Steuermann-Regatta an den Start.